# Disney: Twisted-Wonderland
Disney: Twisted-Wonderland (яп. ディズニー ツイステッドワンダーランド, Dizunī Tsuisuteddo Wandārando, укр. Дісней: спотворена країна чудес) — це японська мобільна гра, створена Aniplex і Walt Disney Japan.  Дизайн персонажів, сценарій і концепція були розроблені Яною Тобосо, творцем «Чорного дворецького», з упором на зображення лиходіїв з різних діснеївських франшиз.  Гра була випущена на Android і iOS в Японії 18 березня 2020 року.

## Ігровий процес
Disney: Twisted-Wonderland описується як «пригодницька гра про академію лиходіїв» з елементами ритм-гри і битв. На головній сторінці гравець може взаємодіяти з тим персонажем, який з'являється на екрані в даний момент. Учнів можна відправляти на заняття, щоб підвищити їх статистику з таких предметів, як історія магії, алхімія і польоти. Сюжет гри складається з трьох частин: повністю озвученої візуальної новели, в якій розповідається історія учнів, ритм-гри і битв. Екзаменаційна частина гри використовує битви, щоб перевірити, наскільки гравець виріс як чарівник.

## Опис
Головний герой, ім'я якого вибирає гравець, викликається в інший світ за допомогою чарівного дзеркала і прибуває в школу навчання магії, Коледж Нічних Воронов.  Головний герой потрапляє до директора школи і знайомиться з кращими учнями школи, які проживають в семи різних гуртожитках, і шукає дорогу додому.

## Адаптація манги
Адаптація манги під назвою Disney Twisted-Wonderland The Comic: Episode of Heartslabyu, написана Ваканою Хазукі (Wakana Hazuki) і проілюстрована Суміре Ковоно (Sumire Kowono), почала сериализацію в журналі Monthly G Fantasy від Square Enix 18 березня 2021 року.